# Трегубов, Виктор Павлович
Ви́ктор Па́влович Трегу́бов (1842—1909) — полтавский городской голова в 1889—1906 годах.

## Биография
Дворянин Полтавской губернии. Землевладелец той же губернии (родовые 620 десятин и приобретенные 140 десятин), домовладелец города Полтавы (приобретенные два дома).
Сын полтавского мецената коллежского советника Павла Петровича Трегубова.
Окончил Харьковскую 2-ю гимназию и Харьковский университет по юридическому факультету (1867).
По окончании университета поступил в Харьковскую судебную палату, исправлял должность следователя. Через год был командирован в Полтаву для приведения в порядок дел уездного суда и передачи его в ведение окружного суда и мировых учреждений. В 1870—1889 годах был мировым судьей в Полтаве.
В 1889 году был избран полтавским городским головой, в каковой должности бессменно состоял до 1906 года. Благодаря трудам и хлопотам Трегубова в городе были устроены: электричество, водопровод, театр, народный дом, расширена сеть начальных школ и значительно улучшена медицинская часть.
Кроме того, состоял директором Полтавского Александринского детского приюта, почетным членом Полтавского губернского попечительства детских приютов, почетным попечителем Полтавского реального училища, а также почетным мировым судьей по Полтавскому уезду. Дослужился до чина действительного статского советника (1903).
В 1902 году, в ознаменование 35-летия общественной службы, был избран почетным гражданином Полтавы. По постановлению городской думы, портрет Трегубова был повешен в зале городской думы, его именем названо начальное училище, на которое он пожертвовал 3000 рублей, а 1-я Кобищанская улица была переименована в Трегубовскую (с 1923 года — улица Карла Либкнехта). О его службе была издана брошюра «В. П. Трегубов».
Умер в 1909 году в Полтаве. Был женат на полтавской помещице, владевшей 1200 десятинами земли.

## Награды
- Орден Святой Анны 3-й степени (1883);
- Орден Святого Станислава 2-й степени (1894);
- Орден Святого Владимира 4-й степени (1896).

- медаль «В память царствования императора Александра III»